# General Luna (Surigao del Norte)
General Luna ist eine philippinische Stadtgemeinde in der Provinz Surigao del Norte. Sie liegt im Südosten der Insel Siargao im Osten der Philippinen; zu ihr gehören die südlich gelegenen kleineren Inseln Daco, Lajanosa und Anajauan. General Luna hat 16.771 Einwohner (Zensus 1. August 2015). Die Gemeinde ist nach General Antonio Luna benannt.

## Baranggays
General Luna ist politisch in 19 Baranggays unterteilt.
| - Anajawan - Cabitoonan - Catangnan - Consuelo - Corazon - Daku - La Januza - Libertad - Magsaysay - Malinao | - Poblacion I (Purok I) - Poblacion II (Purok II) - Poblacion III (Purok III) - Poblacion IV (Purok IV) - Poblacion V (Purok V) - Santa Cruz - Santa Fe - Suyangan - Tawin-tawin |